# Japón en los Juegos Paralímpicos de Nagano 1998
Japón estuvo representado en los Juegos Paralímpicos de Nagano 1998 por un total de 67 deportistas, 53 hombres y 14 mujeres.

## Medallistas
El equipo paralímpico japonés obtuvo las siguientes medallas:
| Nombre              | Deporte                    | Evento                           |
| ------------------- | -------------------------- | -------------------------------- |
| Oro                 |                            |                                  |
| Miyuki Kobayashi    | Biatlón                    | 7,5 km B2-3 femenino             |
| Miki Matsue         | Carrera de trineo en hielo | 500 m LW10 femenino              |
| Miki Matsue         | Carrera de trineo en hielo | 1000 m LW10 femenino             |
| Miki Matsue         | Carrera de trineo en hielo | 1500 m LW10 femenino             |
| Wakako Tsuchida     | Carrera de trineo en hielo | 1000 m LW11 femenino             |
| Wakako Tsuchida     | Carrera de trineo en hielo | 1500 m LW11 femenino             |
| Yutaka Takeda       | Carrera de trineo en hielo | 100 m LW10 masculino             |
| Yutaka Takeda       | Carrera de trineo en hielo | 500 m LW10 masculino             |
| Yutaka Takeda       | Carrera de trineo en hielo | 1000 m LW10 masculino            |
| Toshiki Watanabe    | Carrera de trineo en hielo | 1500 m LW10 masculino            |
| Kuniko Obinata      | Esquí alpino               | Descenso LW10-11 femenino        |
| Masahiro Shitaka    | Esquí alpino               | Eslalon LW10 masculino           |
| Plata               |                            |                                  |
| Eiji Nozawa         | Biatlón                    | 7,5 km LW10 masculino            |
| Wakako Tsuchida     | Carrera de trineo en hielo | 100 m LW11 femenino              |
| Wakako Tsuchida     | Carrera de trineo en hielo | 500 m LW11 femenino              |
| Kyoko Okuyama       | Carrera de trineo en hielo | 1000 m LW11 femenino             |
| Kyoko Okuyama       | Carrera de trineo en hielo | 1500 m LW11 femenino             |
| Miki Matsue         | Carrera de trineo en hielo | 100 m LW10 femenino              |
| Yoshie Kanai        | Carrera de trineo en hielo | 1500 m LW10 femenino             |
| Tadashi Kato        | Carrera de trineo en hielo | 500 m LW11 masculino             |
| Tadashi Kato        | Carrera de trineo en hielo | 1000 m LW11 masculino            |
| Akio Okuhara        | Carrera de trineo en hielo | 100 m LW10 masculino             |
| Yoshihisa Yamaguchi | Carrera de trineo en hielo | 100 m LW11 masculino             |
| Yutaka Takeda       | Carrera de trineo en hielo | 1500 m LW10 masculino            |
| Hiroyuki Nakamura   | Carrera de trineo en hielo | 1500 m LW11 masculino            |
| Tatsuko Aoki        | Esquí alpino               | Eslalon LW10-11 femenino         |
| Kuniko Obinata      | Esquí alpino               | Supergigante LW10-11 femenino    |
| Satoru Abiko        | Esquí de fondo             | 5 km ID masculino                |
| Bronce              |                            |                                  |
| Yoshie Kanai        | Carrera de trineo en hielo | 100 m LW10 femenino              |
| Yoshie Kanai        | Carrera de trineo en hielo | 500 m LW10 femenino              |
| Yoshie Kanai        | Carrera de trineo en hielo | 1000 m LW10 femenino             |
| Kyoko Okuyama       | Carrera de trineo en hielo | 100 m LW11 femenino              |
| Kyoko Okuyama       | Carrera de trineo en hielo | 500 m LW11 femenino              |
| Akemi Kuwahara      | Carrera de trineo en hielo | 1500 m LW11 femenino             |
| Akio Okuhara        | Carrera de trineo en hielo | 500 m LW10 masculino             |
| Yoshihisa Yamaguchi | Carrera de trineo en hielo | 500 m LW11 masculino             |
| Toshiki Watanabe    | Carrera de trineo en hielo | 1000 m LW10 masculino            |
| Hiroyuki Nakamura   | Carrera de trineo en hielo | 1000 m LW11 masculino            |
| Tadashi Kato        | Carrera de trineo en hielo | 1500 m LW11 masculino            |
| Kuniko Obinata      | Esquí alpino               | Eslalon gigante LW10-11 femenino |
| Hiroki Shinohara    | Esquí de fondo             | 20 km ID masculino               |